# مكورة مخاطية صفراء
مكورة مخاطية صفراء (الاسم العلمي: Myxococcus xanthus) هي نوع من البكتيريا، سلبية الغرام، تتبع جنس مكورة مخاطية.